# Jessica Mezey

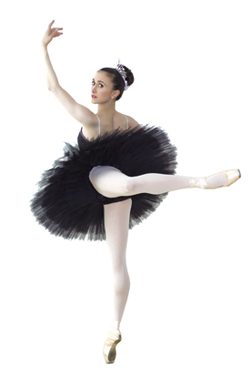
Jessica Mezey

Jessica Mezey (* in New York City) ist eine US-amerikanische Primaballerina und Werbemodel.

## Leben
Ihr Diplom machte sie an der Waganowa-Ballettakademie in Sankt Petersburg. Sie war in ihrer jungen Karriere schon in Hauptrollen, unter anderem am Philadelphia Ballet Theatre und am Slowakischen Nationaltheater, zu sehen und beherrscht das gesamte klassische Repertoire, ebenso wie Modern Dance, den neoklassizistischen Stil sowie viele andere Stilrichtungen.
Sie gab des Weiteren Aufführungen als Primaballerina in den Nationaltheatern von Bosnien-Herzegowina, Aserbaidschan und der Mongolei und war auf verschiedenen Tourneen in den USA, Europa – insbesondere Russland – und Asien.
2001 war sie Tänzerin in dem zweiteiligen Ballettabend BACH-Ein Ballettabend im Rahmen des 76. Bachfestes der Neuen Bachgesellschaft in Eisenach. Sie gastierte auch an verschiedenen Bühnen bundesweit – u. a. in Rostock. Am Volkstheater Rostock tanzte sie in der Spielzeit 2005/2006 unter anderem die Hauptrolle in dem Ballett Aschenbrödel von Sergej Prokofjew. In der Spielzeit 2006/2007 war sie dort ebenfalls als Solotänzerin engagiert. In der Spielzeit 2009/2009 übernahm sie dort die Hauptrolle der Undine in der Neuinszenierung des Balletts Undine von Hans Werner Henze.
In der Spielzeit 2006/2007 hatte sie ein Engagement als Gastsolistin am Slowakischen Nationaltheater; sie tanzte dort die Hauptrolle der Medora in dem Ballett Le Corsaire von Adolphe Adam.

## Repertoire (Hauptrollen)
- Cinderella
- Don Quichotte
- Schwanensee
- Der Nussknacker
- Giselle
- Coppélia
- Die schlecht behütete Tochter
- Le Corsaire
- Dornröschen
- Chopiniana
- Romeo und Julia
- Undine

## Aufführungsverzeichnis (Auszug)
- Volkstheater Rostock, Deutschland
- Donetsk State Academic Ballet Theatre, Ukraine
- Mongolian State Academic Theatre of Opera and Ballet, Ulan-Bator (Gastsolistin)
- Ballett Chemnitz, Deutschland
- Slowakisches Nationaltheater, Bratislava (Gastsolistin)
- Bosnia and Herzegovina National Theatre, Sarajevo (Gastsolistin)
- Philadelphia Ballet Theatre, USA (Gastsolistin)
- Vaganova Festival, USA (Gastsolistin)
- International Ballet Stars, USA (Gastsolistin)
- Azerbaijan National Theatre, Baku (Gastsolistin)
- Saratov Opera and Ballet Theatre, Russland (Gastsolistin)
- St. Petersburg Ballet Theatre (Valentina Ganibalova), Russland
- State Academic Ballet Theatre, St. Petersburg, Russland (Choreographische Miniaturen)
- Mussorgsky Opera and Ballet Theatre (Maly), St. Petersburg, Russland

## Ausbildung
- Ballet Regent School, New York, USA
- Ballet Arizona School, Arizona, USA
- Diplom: Waganowa-Ballettakademie, Russland